# Benzindruckregler
Der Benzindruckregler, auch Kraftstoffdruckregler oder Systemdruckregler genannt, ist ein Bauteil von Ottomotoren mit Kraftstoffeinspritzung. Er hält den von der Kraftstoffpumpe geförderten Kraftstoff für die Einspritzdüsen unter konstantem Druck. Bei Motoren mit Saugrohreinspritzung wird der Kraftstoffdruck in Abhängigkeit vom Saugrohrdruck geregelt. Das geschieht zumeist rein pneumatisch durch eine Verbindungsleitung vom Saugrohr zum Kraftstoffdruckregler. Durch die damit konstante Druckdifferenz zwischen Kraftstoffsystem und Saugrohr ist die eingespritzte Menge an Kraftstoff nur noch von der Öffnungsdauer der Einspritzdüsen abhängig. In einigen Fällen wird der Saugrohrdruck vom Motorsteuergerät gemessen und die Einspritzzeit an dessen Veränderung angepasst, der Kraftstoffdruck ist hierbei absolut (gegen Umgebungsdruck) konstant.
Die Kraftstoffpumpe erzeugt den Druck, der vom Systemdruckregler (Benzindruckregler) begrenzt wird. Wenn der Motor abgestellt wird, soll der Druck erhalten werden. Fällt er sofort ab, gibt es Heißstart-Schwierigkeiten. Neben äußeren Undichtigkeiten kann die Ursache auch bei inneren Undichtigkeiten liegen, z. B. Einspritzventile, Kraftstoffleitung, Druckregler, Benzinpumpe.

## Arbeitsweise
Die Kraftstoffpumpe fördert den Kraftstoff in die zentrale Sammelleitung, an der alle Einspritzventile angeschlossen sind. Das Arbeitsprinzip des Druckreglers ähnelt dem des einstellbaren Druckminderers, auch hier regelt eine federbelastete Membran die Durchflussmenge durch ein Ventil und damit den Druck in der Leitung zu den Einspritzventilen. Bei Druckreglern mit Saugrohrdruck-Anschluss verringert oder erhöht der Saugrohrdruck die Federbelastung der Membran und sorgt somit für eine bedarfsgerechte Anpassung des Kraftstoffdrucks.
Früher saß der Druckregler im Auslauf der Sammelleitung, heute sitzt er meist auf dem Kraftstofffilter und hält den Druck auf ca. 3 bis 5 bar (bei Single Point Injection ca. 1,25 bar). Überschüssiger Kraftstoff wurde früher zurück in den Tank geleitet, um wieder kühlen Kraftstoff vom Tank durch die Sammelleitung zu pumpen. Durch das Zurückpumpen des im Motorraum aufgeheizten Kraftstoffs erwärmte sich jedoch der restliche Tankinhalt, wodurch leichtsiedende Kraftstoffbestandteile verdampfen konnten, die für einen einwandfreien Kaltstart benötigt werden. Heute werden rücklauffreie Kraftstoffversorgungssysteme verwendet, die Gefahr der Dampfblasenbildung wird durch Kühlerventilatornachlauf nach dem Abstellen des Motors und durch die Erkennung von Heißstart-Bedingungen durch das Motorsteuergerät minimiert.